# Henri Patin
Henri Patin, cuyo nombre completo era Henri-Joseph-Guillaume Patin (París, 21 de agosto de 1793-ibídem, 19 de febrero de 1876), fue un escritor y traductor del griego antiguo francés.

## Obras
- Mélanges de littérature ancienne et moderne (1840)
- Études sur les tragiques grecs, ou Examen critique d'Eschyle, de Sophocle et d'Euripide, précédé d'une histoire générale de la tragédie grecque (1841–43)
- Œuvres d'Horace (1866).
- Études sur la poésie latine (1868–69)
- Discours et mélanges littéraires (1876)
- Odes d'Horace (1883).
- Poètes moralistes de la Grèce : Hésiode, Théognis de Mégare, Callinos, Tyrtée, Mimnerme, Solon, Sémonide d'Amorgos, Phocylide, Pythagore, Aristote (1892)
- Lucretius. De la Nature (1893)